# 張岫雲
張岫雲（1923年9月26日—2024年8月11日），河南临颍人，台灣豫劇表演藝術家，臺灣豫劇團开创者，为豫剧在台湾生根与成长起到关键性作用，被誉为“臺湾豫剧皇太后”。

## 生平
張岫雲生長在河南省临颍县崗張村，從小學習豫劇表演藝術，8歲拜著名乾旦高保泰為師，藝名萬麗雲（又作萬里雲），1940年代即在河南嶄露頭角，1946年在鄭州演出《汾河灣》被京劇藝術家馬連良讚譽後迅速走紅。
與丈夫李久濤在中華民國國軍的部隊上以藝術工作給軍方服務，因戰亂隨黄杰部隊撤到越南，後又辗转越南南部富国岛。困於法軍管轄區的張岫雲，在當時政工團支持下，找來喜歡演戲的杜倩筠、琴師趙逕高，演出《秦雪梅》中「觀文」一折戲，後成立新生豫劇團，獲封「豫劇皇后」。1952年進級改組，改名為中州豫劇團，屬留越國軍管訓總隊管理。
隨部隊遷移到臺灣，張岫雲仍活躍於豫劇舞臺。1953年黄杰部隊撤退到臺灣，原中州豫劇團成員在中華民國國防部支持下，同年9月25日成立海軍陸戰隊飛馬豫劇隊。她在臺灣演出的第一齣戲是《販馬記》，與空軍大鵬豫劇團的毛蘭花是1950年代臺灣最活躍的兩位名伶。她的代表劇目有《穆桂英掛帥》、《破洪州》、《天門陣》、《秦雪梅弔孝》、《刀劈楊藩》、《陰陽河》（又名《李瑞蓮打水》）、《洛陽橋》、《抱琵琶》、《平遼東》等。
為了培育後輩及劇團永續經營，張岫雲亦投入心力。1959年起，開辦海軍陸戰隊飛馬豫劇隊學生班，她擔任教師，培養了王海玲、劉海燕等學生。1965年，丈夫李久濤因病逝世，張岫雲接任丈夫的副隊長職務。同年，國防部討論軍中各劇團的整併，張岫雲四處遊說，獲得國防部長蔣經國同意予以保留，隨後逐漸淡出團務。1968年退休。
張岫雲退休後，仍從事教育工作及演戲。1972年受豫劇改進會邀請義務教戲，1982年於國光藝校豫劇科當專職教師。1979年於臺北市政府第一屆戲劇季主演《對花槍》。1993年在劉海燕的安排下回河南，與安陽市豫劇團演出《秦雪梅弔孝》。1985年，河南同鄉會理監事聯誼會上，張岫雲晉封為「豫劇皇太后」，她的學生王海玲則封為「豫劇皇后」。
張岫雲亦曾參與電影、微電影演出。電影包括：2013年於《親愛的奶奶》中飾演奶奶，導演是瞿友寧；2017年於《神秘家族》中飾演老奶奶。2016年高雄電影節公益短片，於導演練建宏執導的微電影《小孩不在家》，飾演100歲人瑞玉蘭奶奶。

## 演出作品

### 長篇電影
- 2013《親愛的奶奶》飾演 老奶奶
- 2017《神秘家族》飾演 老奶奶

### 短篇電影
- 2016《小孩不在家》飾演 玉蘭

## 獎項
1985年得到中華民國教育部第1屆民族藝術薪傳獎。1994年獲得美國紐約亞洲傑出藝人獎。2011年在河南省郑州市獲得豫剧艺术终身成就奖。2024年逝世後獲頒中華民國文化部旌揚狀。